# 政府標準利用規約

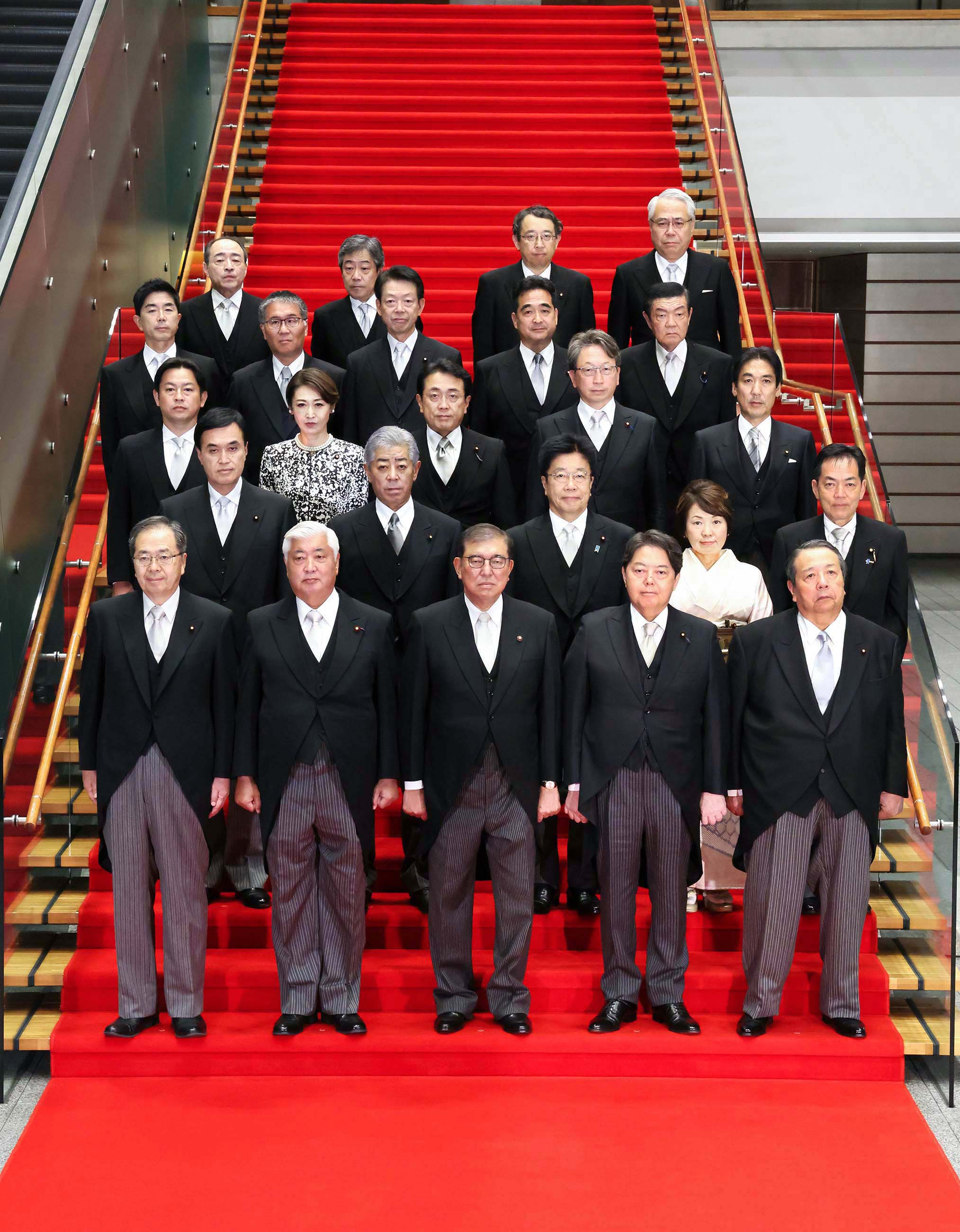
政府標準利用規約第2.0版の規約により首相官邸ホームページからウィキメディア・コモンズで二次利用されている画像の例（石破内閣の記念撮影写真）

政府標準利用規約（せいふひょうじゅんりようきやく、英: Government of Japan Standard Terms of Use）は、2014年に作成された日本政府の府省のホームページのコンテンツの利用ルールの雛形である。各府省のホームページのコンテンツのうち法律の規定等による制限の他は自由に複製・公衆送信・翻訳・変形等を行えるようにするもの。府省サイトのコンテンツの二次利用を促進するために、内閣官房IT総合戦略室が第1.0版を2014年に作成した。
各府省庁ホームページへの適用率は2014年時点で76%だった。
2015年にはさらに改定が加えられ、同年12月に第2.0版が決定され翌2016年1月から適用されることになった。第2.0版より「クリエイティブ・コモンズ 表示 4.0 国際」（CC BY 4.0）との互換性がある旨が記載されている。

## 沿革
- 2014年（平成26年）6月19日 - 各府省情報化統括責任者連絡会議で第1.0版が決定される。
- 2015年（平成27年）12月24日 - 国際的にオープンライセンスとして通用するように改められた第2.0版が各府省情報化統括責任者連絡会議で決定される。

## バージョン

### 第1.0版
第1.0版は、利用の際に出典を記載すること、国以外の第三者が著作権を有しているコンテンツについては利用者が自らの責任で許諾を得ること、一定の利用形態が禁止されることを基本的な利用ルールとして定める。
内閣官房情報通信技術総合戦略室の依頼でオープンデータ流通推進コンソーシアム がとりまとめた「オープンデータに対応した各府省ホームページ利用ルールの見直し案」がこの規約のベースとなっている。コンソーシアムは2013年11月に依頼され、関係府省のヒアリングを経て2013年12月から2014年1月に案を作成した。第1.0版は電子行政オープンデータ実務者会議による検討を経て2014年6月19日に各府省情報化統括責任者(CIO)連絡会議で決定された。これにより『各府省は、速やかに、ホームページにおけるコンテンツ利用に関するルール（「著作権について」、「免責事項」等）を「政府標準利用規約（第 1.0 版）」に変更する』ことになった。第1.0版は平成27年度に見直しをする予定とされた。

### 第1.1版
第1.1版では、地方公共団体のデータに適用されることを想定して「国」という表現が「公表者」に変更された。利用条件は変更されていない。

### 第2.0版
2015年12月の電子行政オープンデータ実務者会議の議論で、国際的にオープンライセンスとして通用させられるよう「法令、条例又は公序良俗に反する利用」を禁止する規定などを削除しCC BY 4.0との互換性を明示する第2.0版案が示され、12月24日の各府省CIO連絡会議において決定された。この改定で内閣官房情報通信技術総合戦略室はオープン&ビッグデータ活用・地方創生推進機構の「2015年度のオープンデータに関する優れた取り組み」優秀賞を受賞した。

## 評価
第1.0版について、オープン・ナレッジ・ファウンデーション・ジャパン ）は政府サイトのコンテンツを「特別な手続きなしに自由に利用できる」ようにした点で「大きな進歩」としたが、公序良俗や国家・国民の安全に関する規定や国際的な整合性について懸念を表明した。政府CIO補佐官平本健二は課題を認識しながらも「まずは政府のオープンデータの取り組みをスタートさせることが重要」と理解を求めた。